# Goliathkuckuck
Der Goliathkuckuck (Centropus goliath) ist ein Vogel aus der Gattung der Spornkuckucke (Centropus).
Der Vogel kommt auf den Molukken vor und ist endemisch in Indonesien.
Der Lebensraum umfasst Waldgebiete aller Art bis 250 m Höhe.
Der Artzusatz bezieht sich auf Goliat aus Gat.

## Merkmale
Diese Art ist 62 bis 72 cm groß, schwarz mit bläulichem Flügel und Schwanz und hat einen weißen Fleck auf den Deckflügeln, der Kopf ist gelbbraun, die Iris dunkelbraun, Schnabel und Füße sind schwarz. Jungvögel sind an Kopf, Nacken und Unterseite kastanienbraun mit weißlichen Streifen.
Die Art ist monotypisch.

## Stimme
Die Stimme ist nicht bekannt.

## Lebensweise
Dieser Vogel sucht im Unterholz als auch in mittlerer Baumhöhe nach Nahrung. Küken sind deutlich weißlich behaart. Weiteres zu Nahrung und zum Brutverhalten ist nicht bekannt.

## Gefährdungssituation
Der Bestand gilt als nicht gefährdet (Least Concern).